# Riccardo Donna
Riccardo Donna, född 12 september 1954 i Turin, är en italiensk filmregissör och singer-songwriter.

## Filmografi
- 1986: Passioni telenovela
- 1998-2000: Un medico in famiglia
- 2000: Casa famiglia fiction
- 2000: Le ragazze di piazza di Spagna fiction
- 2001: Belgrado Sling
- 2002: Padri
- 2004: Raccontami una storia minifiction
- 2006: Sweet India
- 2006-2008: Raccontami
- 2005-2007: Nebbie e delitti
- 2009: Questo piccolo grande amore
- 2011: Fuoriclasse
- 2012: Nero Wolfe
- 2012: Un passo dal cielo 2
- 2014: Romeo e Giulietta minifiction
- 2015: Una grande famiglia 3
- 2016: Come fai sbagli
- 2017: C'era una volta Studio Uno
- 2017-2019: La strada di casa
- 2019: Io sono Mia

## Discografi

### LP
- 1986: Whisky e coca (Drums EDL 2143)

### 45 giri
- 1981: Il cammello/Incubo (Drums ED 2078)
- 1982: Capo indiano/Due (Drums ED 2120)